# 奧基普 (赫梅利尼茨基州)
49°57′37″N 26°31′34″E / 49.96028°N 26.52611°E
奧基普（羅馬化：Okip）是烏克蘭西部的村莊，隸屬赫梅利尼茨基州的舍佩蒂夫卡區。該村面積0.09平方公里，海拔高度275米，2001年人口466，人口密度每平方公里5,065.2人。